# Manoir de la Tour (Villers-le-Temple)
Pour les articles homonymes, voir Manoir de la Tour.
Le manoir de la Tour est un ensemble immobilier classé situé à Villers-le-Temple dans la commune de Nandrin en province de Liège (Belgique). Cet ensemble comprend une tour médiévale et un manoir adossé à cette tour.

## Localisation
Le manoir est situé au centre du village condrusien de Villers-le-Temple au no 42 de la rue Joseph Pierco, au bout d'une impasse.

## Historique
La tour, mentionnée en 1453, relevait de la cour féodale de Liège et de la cour censale de Villers. Elle devrait être plus ancienne et son origine remonter au XIIe siècle. Le manoir a été construit contre la tour pendant le XVIe siècle et une tour d’escalier carrée à l’arrière au cours du XVIIe siècle. 
Le manoir et la tour, à l'abandon depuis 2008, sont vendus en 2018 à une société immobilière.

## Description
La tour érigée sur une base rectangulaire est haute de quatre niveaux en pierre calcaire sous une toiture d'ardoises à huit pans. 
Le manoir possède deux niveaux et quatre travées en façade. La moitié inférieure de la façade est réalisée en moellons de calcaire et la moitié supérieure en brique Ces deux parties sont délimitées par un bandeau de pierre calcaire. La façade est pourvue de plusieurs ancres sous une toiture d'ardoises percées de trois petites lucarnes à l'avant.

## Classement et protection
Le manoir de la Tour (Logis, donjon et tour d'escalier à l'arrière), rue Joseph Pierco, n° 42 est repris sur la liste du patrimoine immobilier classé de Nandrin depuis le 29 novembre 1985.